# Вико Канавезе
Вико Канавезе (итал. Vico Canavese) је насеље у Италији у округу Торино, региону Пијемонт.
Према процени из 2011. у насељу је живело 430 становника. Насеље се налази на надморској висини од 724 м.

## Становништво
| 1931. | 1936. | 1951. | 1961. | 1971. | 1981. | 1991. | 2001. | 2011. |
| ----- | ----- | ----- | ----- | ----- | ----- | ----- | ----- | ----- |
| 1.437 | 1.317 | 1.245 | 1.183 | 1.184 | 1.026 | 933   | 902   | 882   |